# Palmela (freguesia)
Palmela is een plaats (freguesia) in de Portugese gemeente Palmela in het district Setúbal en telt 16.115 inwoners (2001).
De naam van de plaats is afkomstig van de Romeinse stichter, Cornelius Palma (Palmella). Nadat Alfons I van Portugal in 1147 Sintra en het fort bij Palmela ingenomen had, waren het de Almohaden onder emir Abd al-Mu'min die de stad in 1161 innamen. De plaats werd in 1191 verwoest door Yaqub al-Mansur. Sancho I van Portugal heroverde de plaats in 1205 en schonk het fort aan de Orde van Santiago.
In de zomer vindt regelmatig in het Conservatório Regional de Palmela een groot internationaal saxofoonfestival plaats: het Festival Internacional de Saxofone de Palmela (2005 het 1e, 2007 het 2e, 2009 het 3e, 2012 het 4e festival).